# 228180 Puertollano
228180 Puertollano è un asteroide della fascia principale. Scoperto nel 2009, presenta un'orbita caratterizzata da un semiasse maggiore pari a 2,1767840 UA e da un'eccentricità di 0,1760200, inclinata di 4,29759° rispetto all'eclittica.